# Jodis sinuosaria
Jodis sinuosaria là một loài bướm đêm trong họ Geometridae.